# Nikša Allegretti
Nikša Allegretti (Supetar, 6. veljače 1920. – Zagreb, 26. listopada 1982.) je bio hrvatski fiziolog i imunolog, akademik HAZU. Jedan je od utemeljitelja suvremene imunologije u Hrvatskoj.

## Životopis
Medicinu je studirao u Zagrebu. Od 1945. do smrti radio je u Zavodu za fiziologiju zagrebačkog Medicinskog fakulteta. Od 1954. predstojnik je na istom Zavodu. Na Medicinskom fakultetu bio je redovni profesor. Od 1960. vodi Biološki institut u Rovinju. U Rovinju je zaslužan za stvaranje Centra za istraživanje mora. Od 1966. pročelnik Odjela za biologiju Instituta Ruđer Bošković, u kojem je organizirao biološka istraživanja. Istraživao je tumore, bavio se radijacijskim sindromom i ulogom žlijezda s unutarnjim izlučivanjem u raznim metaboličkim funkcijama. Bio je svjetskog znanstvenog autoriteta i čovjek koji je utiravao put novim znanstvenim vizijama. Kao prorektor, složno s rektorom zagrebačkog Sveučilišta Ivanom Supekom i drugim prorektorom Hrvojem Požarom angažirao se na osnivanju i izgradnju Sveučilišnog računskog centra kao kapitalnog objekta znanosti, koji su 1974. uspjeli otvoriti unatoč protivljenju moćnih tvrdolinijaša iz tadašnjeg republičkog partijskog rukovodstva. Uređivao je časopis Periodicum Biologorum. Prevodio je medicinsku literaturu. Bio je redovni član HAZU, Razreda za medicinske znanosti. 